# Kaltenberg (Geltendorf)

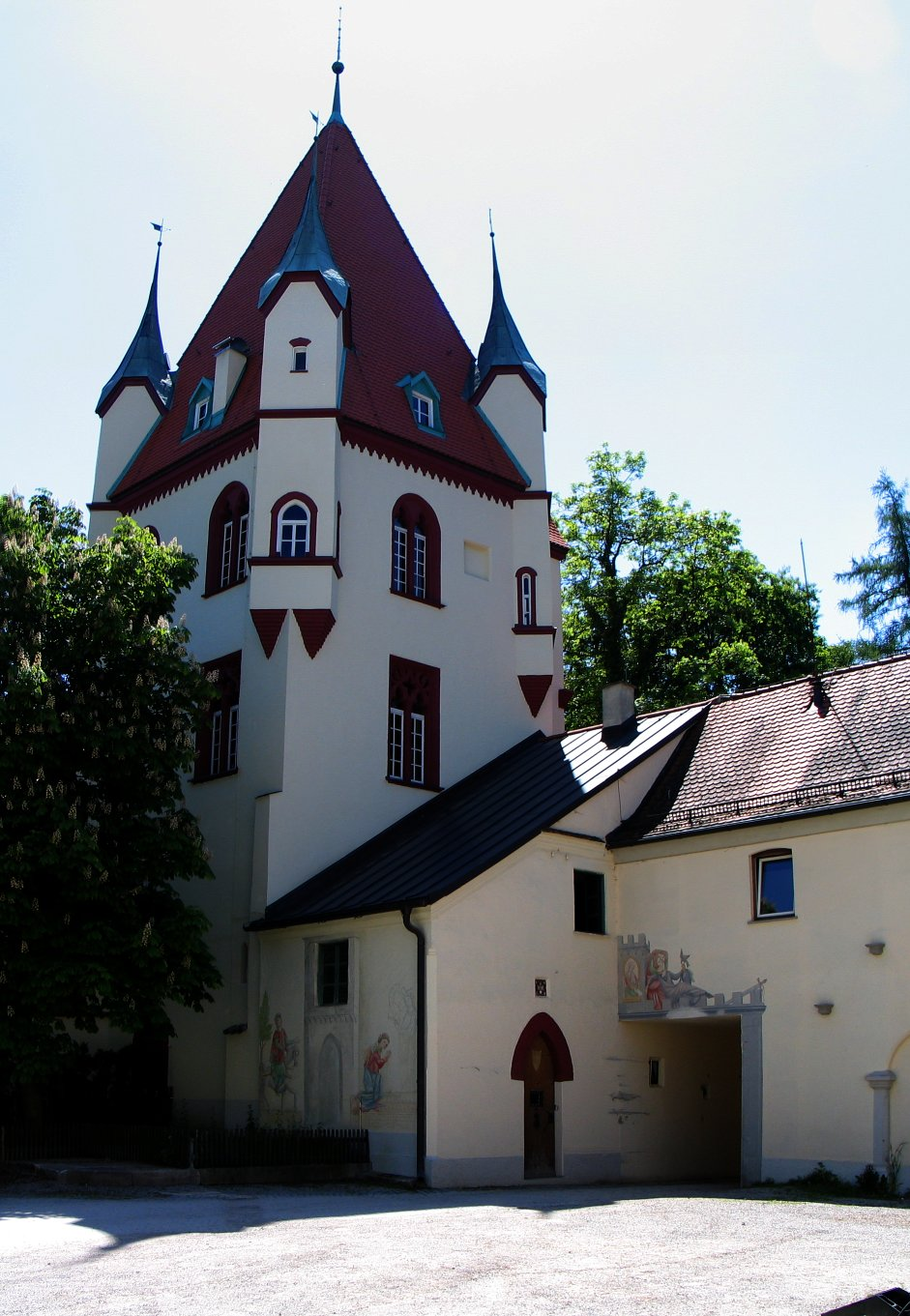
Schloss Kaltenberg

Kaltenberg ist ein Gemeindeteil der Gemeinde Geltendorf im oberbayerischen Landkreis Landsberg am Lech.

## Geografie
Das Dorf Kaltenberg liegt circa drei Kilometer westlich von Geltendorf. In unmittelbarer Nähe entspringt die Paar.

## Geschichte
Erwähnt wird Kaltenberg erstmals in einer Urkunde des Klosters Wessobrunn von 1179.
Das Dorf bildete mit Jedelstetten die Hofmark Kaltenberg, die von 1612 bis 1783 dem Jesuitenkolleg Landsberg und von 1783 bis zur Säkularisation der Commende Kaltenberg zu eigen war. Im Jahr 1752 werden 21 Anwesen in Kaltenberg erwähnt, alle waren der Hofmark selbst grundbar. Die hohe Gerichtsbarkeit lag beim Landgericht Landsberg.
Nach der Säkularisation entstand im Zuge des zweiten Gemeindeediktes 1818 die Gemeinde Kaltenberg, die am 1. Juli 1972 nach Geltendorf eingegliedert wurde.

### Schloss
Bekannt ist Kaltenberg vor allem durch das gleichnamige Schloss Kaltenberg, das Kaltenberger Ritterturnier und die König Ludwig Schlossbrauerei Kaltenberg. Ein Vorgängerbau des Schlosses von 1292 wurde bereits 1296 wieder zerstört. Erst um 1425 wurde es durch den Augsburger Patrizier Peter Rehlinger wieder aufgebaut, 1496 übernahm die Familie Hundt das Schloss. Nach mehrfachem Besitzwechsel kam das Schloss schließlich 1845 in den Besitz von Johann Adolph Sommer, der unter Mithilfe seines Schwagers, des Malers Lorenz Quaglio, das Schloss im neugotischen Stil umgestaltete. Damals entstand auch der markante Südwestturm.
Seit 1954 befindet sich das Schloss im Besitz der Wittelsbacher.

## Baudenkmäler
- Katholische Kapelle St. Elisabeth von 1901
- Schloss Kaltenberg